# Municipio de Adams (condado de Houghton)
El municipio de Adams (en inglés: Adams Township) es un municipio ubicado en el condado de Houghton en el estado estadounidense de Míchigan. En el año 2010 tenía una población de 2573 habitantes y una densidad poblacional de 20,89 personas por km².

## Geografía
El municipio de Adams se encuentra ubicado en las coordenadas 47°3′25″N 88°41′1″O / 47.05694, -88.68361. Según la Oficina del Censo de los Estados Unidos, el municipio tiene una superficie total de 123.17 km², de la cual 121,86 km² corresponden a tierra firme y (1,07 %) 1,32 km² es agua.

## Demografía
Según el censo de 2010, había 2573 personas residiendo en el municipio de Adams. La densidad de población era de 20,89 hab./km². De los 2573 habitantes, el municipio de Adams estaba compuesto por el 97,12 % blancos, el 0,19 % eran afroamericanos, el 0,58 % eran amerindios, el 0,58 % eran asiáticos, el 0,04 % eran de otras razas y el 1,48 % eran de una mezcla de razas. Del total de la población el 0,7 % eran hispanos o latinos de cualquier raza.